# Parangitia atys
Parangitia atys là một loài bướm đêm trong họ Noctuidae.